# Penelomax
Penelomax je rod jepice z čeledi Ephemerellidae. Do tohoto rodu se řadí jediný popsaný druh, Penelomax septentrionalis, který v roce 1925 popsal kanadský entomolog James Halliday McDunnough. Rod Penelomax jako první popsali Jacobus a McCafferty v roce 2008.